# Minakanagurki, Gauribidanur
Minakanagurki là một làng thuộc tehsil Gauribidanur, huyện Chikkaballapur, bang Karnataka, Ấn Độ.